# Ali Mabkhout
Ali Ahmed Mabkhout Mohsen Omaran Alhajeri, más conocido como Ali Mabkhout, (5 de octubre de 1990; Abu Dhabi, Emiratos Árabes Unidos) es un futbolista emiratí que juega de delantero en el Al-Jazira Sporting Club de la Liga Árabe del Golfo.

## Selección nacional
Debutó con la selección mayor el 15 de noviembre de 2009 en un amistoso contra República Checa disputando 22 minutos del encuentro.
El 16 de octubre de 2012 en un amistoso frente a Baréin. Anotó un triplete en la victoria por 6 a 2. En 2013 fue campeón de la Copa de Naciones del Golfo de 2013 donde contribuyó con 2 goles durante el torneo.
En 2015 fue goleador de la Copa Asiática, torneo en el que cayeron derrotados frente al organizador, y a la postre campeón, Australia. De igual manera, al derrotar a Irak, los Emiratos lograron un histórico tercer lugar.

### Participaciones con la selección
| Torneo                           | Sede        | Resultado     | Partidos | Goles |
| -------------------------------- | ----------- | ------------- | -------- | ----- |
| Juegos Olímpicos de Londres 2012 | Reino Unido | Primera fase  | 3        | 0     |
| Copa Asiática 2015               | Australia   | Tercer puesto | 5        | 6     |

## Estadísticas

### Clubes
| Club                               | Temporada           | Liga | Liga | Copa Nacional | Copa Nacional | Internacional | Internacional | Total | Total |
| Club                               | Temporada           | PJ   | G    | PJ            | G             | PJ            | G             | PJ    | G     |
| ---------------------------------- | ------------------- | ---- | ---- | ------------- | ------------- | ------------- | ------------- | ----- | ----- |
| Al-Jazira · Emiratos Árabes Unidos | 2009–10             | 16   | 3    | 6             | 2             | 1             | 1             | 23    | 6     |
| Al-Jazira · Emiratos Árabes Unidos | 2010–11             | 8    | 2    | 6             | 4             | 6             | 0             | 20    | 6     |
| Al-Jazira · Emiratos Árabes Unidos | 2011–12             | 12   | 3    | 3             | 0             | 5             | 1             | 20    | 4     |
| Al-Jazira · Emiratos Árabes Unidos | 2012–13             | 24   | 11   | 2             | 1             | 4             | 1             | 30    | 13    |
| Al-Jazira · Emiratos Árabes Unidos | 2013–14             | 19   | 7    | -             | -             | 8             | 3             | 27    | 10    |
| Al-Jazira · Emiratos Árabes Unidos | 2014–15             | 24   | 16   | -             | -             | 1             | 1             | 25    | 17    |
| Al-Jazira · Emiratos Árabes Unidos | 2015–16             | 23   | 23   | 1             | 0             | 5             | 2             | 29    | 25    |
| Al-Jazira · Emiratos Árabes Unidos | 2016–17             | 25   | 33   | 1             | 0             | 4             | 1             | 30    | 35    |
| Al-Jazira · Emiratos Árabes Unidos | 2017-18             | 16   | 13   | 3             | 1             | 11            | 6             | 30    | 20    |
| Al-Jazira · Emiratos Árabes Unidos | 2018-19             | 19   | 20   | -             | -             | -             | -             | 19    | 20    |
| Al-Jazira · Emiratos Árabes Unidos | 2019-20             | 19   | 13   | 4             | 0             | -             | -             | 23    | 0     |
| Al-Jazira · Emiratos Árabes Unidos | 2020-21             | 26   | 25   | -             | -             | -             | -             | 26    | 25    |
| Al-Jazira · Emiratos Árabes Unidos | 2021-22             | 20   | 10   | 1             | 0             | 7             | 1             | 28    | 12    |
| Al-Jazira · Emiratos Árabes Unidos | 2022-23             | 25   | 27   | 5             | 2             | -             | -             | 30    | 29    |
|                                    | Total club          | 251  | 206  | 26            | 10            | 47            | 16            | 312   | 232   |
| Total en su carrera                | Total en su carrera | 251  | 206  | 26            | 10            | 47            | 16            | 324   | 232   |

### Selección Emiratos Árabes Unidos
| Selección | Año   | Partidos | Goles |
| --------- | ----- | -------- | ----- |
| Sub-17    | 2006  | 17       | 3     |
| Total     | Total | 17       | 3     |
| Sub-20    | 2009  | 21       | 11    |
| Total     | Total | 21       | 11    |
| Sub-23    | 2012  | 1        | 0     |
| Total     | Total | 1        | 0     |
| Mayores   | 2009  | 1        | 0     |
| Mayores   | 2010  | 1        | 0     |
| Mayores   | 2012  | 6        | 5     |
| Mayores   | 2013  | 11       | 11    |
| Mayores   | 2014  | 15       | 5     |
| Mayores   | 2015  | 14       | 13    |
| Mayores   | 2016  | 8        | 3     |
| Mayores   | 2017  | 9        | 6     |
| Mayores   | 2018  | 6        | 2     |
| Mayores   | 2019  | 15       | 19    |
| Mayores   | 2020  | 2        | 2     |
| Mayores   | 2021  | 16       | 14    |
| Mayores   | 2022  | 5        | 1     |
| Mayores   | 2023  | 5        | 4     |
| Mayores   | 2024  | 1        | 1     |
| Total     | Total | 115      | 85    |

Actualizado el 6/01/2024 vs oman

## Palmarés

### Campeonatos nacionales
| Título                | Club      | País                   | Edición |
| --------------------- | --------- | ---------------------- | ------- |
| Etisalat Emirates Cup | Al-Jazira | Emiratos Árabes Unidos | 2009/10 |
| Primera División      | Al-Jazira | Emiratos Árabes Unidos | 2010/11 |
| Copa Presidente       | Al-Jazira | Emiratos Árabes Unidos | 2010/11 |
| Copa Presidente       | Al-Jazira | Emiratos Árabes Unidos | 2011/12 |

### Campeonatos internacionales
| Título                            | Equipo | País   | Edición |
| --------------------------------- | ------ | ------ | ------- |
| Copa de Naciones del Golfo Sub-23 | EÁU    | Catar  | 2010    |
| Juegos Asiáticos de 2010          | EÁU    | China  | 2010    |
| Copa de Naciones del Golfo        | EÁU    | Baréin | 2013    |

### Distinciones individuales
| Distinción                   | Edición |
| ---------------------------- | ------- |
| Goleador de la Copa Asiática | 2015    |